# Leobschützer Rechtsbuch
Das Leobschützer Rechtsbuch ist eine in deutscher Sprache verfasste illuminierte Handschrift. Sie enthält eine Sammlung von Urkunden, die die ehemals mährische Stadt Leobschütz betreffen.

## Geschichte
Bereits seit dem Jahr 1253 war das vom böhmischen König Ottokar I. Přemysl gegründete Leobschütz (Lubschicz) Oberhof zahlreicher mährischer Städte und Dörfer, die das Leobschützer Recht erhielten, das seinerseits vom Magdeburger Recht abgeleitet war. Vermutlich wegen der politisch unruhigen Zeiten vor den Hussitenkriegen wurde 1421 im Auftrag des Leobschützer Rats das sogenannte „Leobschützer Rechtsbuch“ verfasst. Es wurde von dem aus Leobschütz stammenden, in Krakau wirkenden Lohnschreiber Nikolaus Kurz (Nicolaus Brevis; Nicolaus (Joannis) de Lubschiz) zusammengestellt und geschrieben. Soweit es sich bei den verwendeten Urkunden um lateinische Texte handelte, übertrug er diese ins Deutsche. Die Illumination des Rechtsbuchs im Stil des Prager Buchschmucks schuf Johannes von Zittau.
Bei dem Rechtsbuch handelt sich um einen Pergamentkodex mit dem Format 39 × 29,5 cm in einem vermutlich aus dem 19. Jahrhundert stammenden, historisierenden Einband. Es wird dem sächsisch-magdeburgischen Rechtskreis zugerechnet und beinhaltet u. a. folgende Dokumente:
- Urkunde des böhmischen Königs Ottokar II. Přemysl vom 7. April 1265 über eine Waldschenkung
- Urkunde desselben vom 1. September 1275 über die Erneuerung der Handfeste für Leobschütz
- Register des Leobschützer Willkürrechts
- Privilegienverleihung des Troppauer Herzogs Nikolaus II. vom 16. Juni 1325
- Meißner Rechtsbuch
- Erklärung der Leobschützer Ratmannen über die vorrangige Stellung des Meißner Rechtsbuches

Bis zum Ende des Zweiten Weltkriegs befand sich die Originalhandschrift des Rechtsbuchs im Leobschützer Stadtarchiv. Nach dem Übergang Schlesiens an Polen galt es seit 1945 als verschollen. Nachdem es 2002 aus Privatbesitz wieder auftauchte, gehört es nunmehr zum Bestand des Oppelner Staatsarchivs (Opole, Archiwum Panstwowe, Akta miasta Glubczyc sygn. 208).